# 若纳唐·洛贝尔
若纳唐·洛贝尔（法語：Jonathan Lobert，1985年4月30日—），生於梅斯，法國帆船運動員。他曾代表法国参加2012年和2016年夏季奥林匹克运动会帆船比赛，获得一枚铜牌。身高195公分，體重98公斤。

## 參賽紀錄
| 年份 | 賽事           | 主辦城市   | 名次   | 項目       |
| ---- | -------------- | ---------- | ------ | ---------- |
| 2012 | 奧林匹克運動會 | 倫敦       | 銅牌   | 芬蘭型帆船 |
| 2012 | 奧林匹克運動會 | 里约热内卢 | 第14名 | 芬蘭型帆船 |

## 外部連結
- 官方网站
- 若纳唐·洛贝尔的Facebook專頁
- 若纳唐·洛贝尔的X（前Twitter）
- Jonathan Lobert（页面存档备份，存于） - ISAF